# La voglia di dormire
La voglia di dormire (in russo Спать хочется?, Spat’ hočetsâ) è un racconto di Anton Čechov del 1888.

## Trama
Var'ka è una ragazzina di tredici anni che di giorno deve svolgere tutte le faccende nel negozio dei suoi padroni e di notte deve aver cura del loro figlioletto.
La storia inizia con Var'ka che di notte dondola la culla nella quale giace il bambino, il quale si ostina a non voler dormire, mentre Var'ka non desidererebbe altro. Dopo avergli cantato più volte una ninna nanna, Var'ka si addormenta, e ricorda in sogno la morte del proprio padre. Viene risvegliata dalla padrona venuta ad allattare il bambino, dopodiché Var'ka si riaddormenta e riprende il sogno fino all'alba, quando le viene comunicato il suo primo ordine del giorno.
Nei giorni seguenti i compiti di Var'ka restano gli stessi: sfacchinare di giorno e vegliare di notte un bambino che piange. La ragazza non ne può più; vorrebbe continuare a rivivere il suo sogno; comincia ad avere delle allucinazioni; comprende infine che l'ostacolo che non le permette di fare ciò che desidera è proprio il bambino: per poter dormire e ricominciare a sognare, lo soffoca.

## Storia
La voglia di dormire è apparso inizialmente sulla rivista La gazzetta di Pietroburgo (in russo Петербургская газета?, Peterburgskaâ gazeta), n. 24 del 1888 (25 gennaio), firmato con lo pseudonimo "A. Čechonte" (in russo А. Чехонте?, A. Čehonte. Il racconto fu poi pubblicato nell'edizione delle Opere di Čechov dell'editore A. F. Marks (Polnoe sobranie sočinenij A.P. Čechov, Sankt-Peterburg: Izdanie A. F. Marksa, 1886, Vol. VII (Racconti 1888-1891).

## Edizioni
- A. Čechonte, «Spat’ hočetsâ», Peterburgskaâ gazeta n. 24 (25 gennaio), 1888, pp. 3 segg.
- Anton Čechov, Racconti; traduzione di Agostino Villa, Vol. II, Torino: Einaudi, 1950. 
Contiene: Il monaco nero, La steppa, Volodja, Crisi di nervi, Tifo, Racconto d'un avventuriero, L'onomastico, Contadini, Terrore, La scommessa, Il turco, Il violino di Rothscild, La disgrazia, Per affari d'ufficio, La principessa, La voglia di dormire, Il maestro, Brutti caratteri, Il padre, Tre anni, Volodja grande e Volodja piccolo, Anna al collo, Ai bagni turchi, Era lei!, Il padre di famiglia, Il ripetitore, La farmacista, I simulatori, Nelle tenebre, Il grasso e il magro, Esame per promozione di grado, Il ragazzo maligno, L'album, Marmocchi, La moglie, Omicidio.
- Anton Čechov, Racconti e novelle; a cura di Giuseppe Zamboni; traduzione di Giovanni Fccioli, introduzione di Emilio Cecchi; appendice critica a cura di Maria Bianca Luporini, Coll. I grandi classici stranieri, Firenze: G. C. Sansoni, 1963, Vol. II, pp. 220-227